# Diamonds (Fabolous)
Diamonds è il primo singolo del rapper statunitense Fabolous estratto dall'album in studio From Nothin' to Somethin'. Lo ha prodotto Steve Morales e vi ha partecipato Young Jeezy.

## La canzone
La canzone è stata distribuita su iTunes il 3 aprile 2007 e il 21 aprile ha raggiunto la posizione n.83 nella chart Billboard Hot 100. Nella Hot R&B/Hip-Hop Songs e nella Pop 100 si è piazzata rispettivamente alle posizioni n.59 e n.87.
La versione originale è in collaborazione con Lil' Wayne, ma è stata sostituita da quella con Young Jeezy dalla casa discografica Def Jam Recordings, che voleva nella canzone un artista della stessa label. Di conseguenza, la versione con Lil' Wayne è stata distribuita come remix.
Il testo di Diamonds è stato scritto dagli stessi Fabolous e Young Jeezy. Da notare che Fabolous aveva già collaborato con Jeezy nel 2004 al brano Do the Damn Thang, presente nell'album Real Talk.

## Video musicale
Nel videoclip, Fabolous e Young Jeezy sono circondati da molte ragazze e  rappano davanti a uno scenario grigio, mostrando nello stesso tempo i vari gioielli che portano a tracolla. Cameo sono quelli di Red Cafe, Blood Raw e Slick Pulla.

## Remix e freestyle
Di seguito sono elencati tutti i remix realizzati:
- Diamonds on My Damn Chain (RMX) - feat. Remy Ma & Lil' Wayne[5]
- Diamonds on My Damn Chain (RMX) - feat. Red Cafe
- Diamonds on My Damn Chain (RMX) - feat. Young Jeezy & Lil' Wayne
- Diamonds on My Damn Chain (RMX) - by Lil' Wayne, Young Jeezy
- Diamonds on My Damn Chain (RMX) - by Lil' Wayne[2]
- Diamonds on My Damn Chain (RMX) - by Young Jeezy
- Diamonds on My Damn Chain (RMX) - by Fabolous
- Diamonds on My Damn Chain (Mega RMX) - by Fabolous, Young Jeezy, Lil' Wayne, Remy Ma, Red Cafe, Mimi Montana

I freestyle realizzati sulla base della canzone da altri artisti sono due: uno realizzato da Lil' Flip, un altro da Jody Breeze dei Boyz n da Hood, dal titolo "Blow You Out Ya Frame".

## Classifiche
| Classifica (2007)             | Posizione massima |
| ----------------------------- | ----------------- |
| Stati Uniti                   | 83                |
| Stati Uniti (hot r&b/hip-hop) | 59                |
| Stati Uniti (pop 100)         | 87                |